# Đào Thị Hương
Đào Thị Hương (ur. 16 sierpnia 1995) – wietnamska zapaśniczka walcząca w stylu wolnym. Zajęła jedenaste miejsce na mistrzostwach świata w 2019. Brązowa medalistka mistrzostw Azji w 2017 i piąta w 2016, 2018 i 2020 roku.